# Marga Reis
Marga Reis (* 18. Juni 1941 in Aschaffenburg) ist eine deutsche Germanistin, Linguistin und Hochschullehrerin.

## Leben und Wirken
Nach ihrer Reifeprüfung 1960 in Aschaffenburg studierte Marga von 1960 bis 1968 an der Universität München zunächst Mathematik und Physik, ab 1961 Germanistik, Latinistik und Sprachwissenschaft sowie Logik und Wissenschaftstheorie. Zwischen 1963 und 1965 studierte sie am Bryn Mawr College (Pennsylvania) und erwarb dort 1965 einen Magistergrad in Lateinischer Philologie. Von 1965 bis 1966 hatte sie dann zunächst einen Lehrauftrag, von 1966 bis 1972 war sie als wissenschaftliche Assistentin an der Universität München tätig. Dort promovierte sie 1970 bei Hans Fromm zum Dr. phil. Anschließend hielt sie sich mit einem Habilitationsstipendium an der Universität München und am Massachusetts Institute of Technology auf. Nach ihrer Habilitation 1975 in München hatte sie von 1975 bis 1984 eine ordentliche Professur für Deutsche Sprachwissenschaft an der Universität Köln inne. Zwei Gastprofessuren führten sie an die Université de Paris VIII (1979/80 und 1982/83). Im Jahre 1984 wurde sie auf einen Lehrstuhl für Deutsche Sprachwissenschaft an der Eberhard Karls Universität Tübingen berufen. Ihre Emeritierung erfolgte 2009. Eine Honorarprofessur an der Humboldt-Universität zu Berlin erhielt sie 2010.

## Veröffentlichungen (Auswahl)
- (mit Herbert Penzl u. Joseph B. Voyles): Probleme der historischen Phonologie (= Zeitschrift für Dialektologie und Linguistik, Beihefte, N.F., Bd. 12). Steiner, Wiesbaden 1974, ISBN 3-515-01942-1.
- Lauttheorie und Lautgeschichte. Untersuchungen am Beispiel der Dehnungs- und Kürzungsvorgänge im Deutschen (= Internationale Bibliothek der allgemeinen Linguistik, Bd. 14). Fink, München 1974 (= Dissertation Universität München).
- Präsuppositionen und Syntax (= Linguistische Arbeiten, Bd. 51). Niemeyer, Tübingen 1977, ISBN 3-484-10277-2 (= Habilitationsschrift Universität München).
- (mit Inger Rosengren): Wh-imperatives!? (= Sprache und Pragmatik, Bd. 10). Germanistische Institut der Universität Lund 1988.
- (mit Wolfgang Motsch u. Inger Rosengren): Zum Verhältnis von Satz und Text (= Sprache und Pragmatik, Bd. 11). Germanistische Institut der Universität Lund 1989.
- Zur Grammatik und Pragmatik von Echo-w-Fragen (= Sprache und Pragmatik, Bd. 20). Germanistisches Institut der Universität Lund 1990.
- (Hrsg., mit Inger Rosengren): Fragesätze und Fragen (= Linguistische Arbeiten, Bd. 257). Niemeyer, Tübingen 1991, ISBN 3-484-30257-7.
- (Hrsg.): Wortstellung und Informationsstruktur (= Linguistische Arbeiten, Bd. 306). Niemeyer, Tübingen 1993, ISBN 3-484-30306-9.
- (Hrsg., mit Reimar Müller): Modalität und Modalverben im Deutschen (= Linguistische Berichte, Sonderheft, Bd. 9). Buske, Hamburg 2001, ISBN 3-87548-254-9.
- (Hrsg., mit Stephan Kepser): Linguistic evidence. Empirical, theoretical and computational perspectives (= Studies in generative grammar, Bd. 85). Mouton de Gruyter, Berlin 2005, ISBN 3-11-018312-9.
- (Mithrsg.): Koordination und Subordination im Deutschen (= Linguistische Berichte, Sonderheft, Bd. 16). Buske, Hamburg 2009, ISBN 978-3-87548-549-3.

Außerdem zahlreiche Aufsätze in Fachzeitschriften.